# John Kerr (futbolista)
John Kerr, Junior (Toronto, Ontario, Canadá, 6 de marzo de 1965) es un futbolista y entrenador estadounidense. Ocupó la posición de mediocampista interviniendo como profesional en las ligas de primera división, jugó en los Estados Unidos, Canadá, Inglaterra e Irlanda. En 1986 obtuvo el trofeo Hermann al mejor jugador del año de los Estados Unidos. Fue dieciséis veces internacional, marcando dos goles con la selección de fútbol de los Estados Unidos.
- Datos: Q3809391
- Multimedia: John Kerr (soccer coach) / Q3809391